# Truth & Treason
Truth & Treason ist eine US-amerikanische Filmbiografie über den NS-Widerstandskämpfer Helmuth Hübener, der vom Volksgerichtshof zum Tode verurteilt und hingerichtet wurde. In der Hauptrolle ist Ewan Horrocks zu sehen. Der Film soll am 17. Oktober 2025 in den USA veröffentlicht werden.

## Handlung
Erzählt wird in fiktionaler Weise die Lebensgeschichte von Helmuth Hübener, einem erst 17-jährigen Hamburger Jungen. Einst Mitglied der Hitlerjugend hört er zusammen mit seinen Freunden Karl-Heinz und Rudolf, genannt Rudi, Feindsender ab und fertigt Flugblätter gegen das nationalsozialistische Regime an. Eines Tages werden die Freunde denunziert und werden vor dem Volksgerichtshof angeklagt. Hübener, jüngster vom Volksgerichtshof verurteilter Widerstandskämpfer, wird durch das Fallbeil exekutiert.

## Hintergrundinformationen
Regisseur Matt Whitaker gilt als Experte für die Biografie Helmuth Hübeners. 2002 produzierte er mit dem Dokumentarfilm Truth & Conviction den ersten Film über die Hübener-Gruppe. 2009 plante er erstmals einen Spielfilm; die Hauptrolle hätte damals der 21-jährige Haley Joel Osment übernehmen sollen. Doch aus nicht näher bekannten Gründen wurde das Filmprojekt nie realisiert. 2024 schließlich wurde Truth & Treason an Schauplätzen in Litauen gedreht.